# Hermann Kreyet
Hermann Kreyet auch: Krevet, Krefft, Creuet oder auch nur Hermann (* um 1365; † um 1420) war Klosterpropst des Klosters Uetersen.

## Leben
Hermann Kreyet war der Nachfolger von Johann und  wurde erstmals 1394 in einem erneuerten Kaufbrief über Kurzenmoor genannt, in diesem erwirbt er zusätzlich auch mehrere „Rogten Hülde (Gülde)“ und 16½ Morgen Land für das Kloster in Uetersen. Dieser Kaufbrief wird 1397 wieder erneuert. 1397 erscheint er in einer Urkunde mit der Priörin Frau Beken (Beke). Am 11. April 1404 wird er als  „Herr Hermann Propst zu Uetersen“ aufgeführt und am 15. September 1408 tritt er als „Hermen Creuet to Utersen“ in Erscheinung. In einer Urkunde aus dem Jahr 1420 hieß er nun Heinrich („Henricus Kevet praepositus in Uetersen“). Hermann Kreyet verstarb um 1420, sein Nachfolger wurde Nicolaus Poppe.